# Оросительная улица (Киев)
Оросительная улица — улица в Дарницком районе, города Киев, местности Новая Дарница. Проходит от Приколейной до Ремонтной улицы.
Примыкают ул. Ремонтная и Горбунова.

## История
Улица возникла в середине XX века. Современное название — с 1958 года.

## Важные учреждения
- Специализированная детско-юношеская школа олимпийского резерва по футболу «Атлет» (д. № 4)
- Высшее профессиональное кулинарное училище № 10 (д. № 5-А)